# Asemonea ornatissima
Asemonea ornatissima là một loài nhện trong họ Salticidae.
Loài này thuộc chi Asemonea. Asemonea ornatissima được Peckham & Wheeler miêu tả năm 1889.